# Metlapilcoatlus
Metlapilcoatlus (Campbell, Frost & Castoe, 2019) è un genere di vipere velenose endemiche del Messico e del Centro America. Gli esemplari di questo genere sono comunemente chiamati vipere saltatrici. Come il nome comune suggerisce sono abili a compiere balzi per attaccare.
Cinque specie sono al momento riconosciute.

## Descrizione
Tutti i serpenti di questo genere sono estremamente tozzi, dove M. nummifer è il più robusto. La testa è larga, con occhi piccoli e un grande muso rotondo. La coda è corta, non prensile e rappresenta il 15% circa della lunghezza totale.
Il colore consiste in un grigio-marrone o rosso-bruno (a volte giallo, crema, purpureo o nero), sovrapposto a chiazze laterali e dorsali.

## Distribuzione
I Metlapilcoatlus si possono trovare nelle montagne del Messico orientale a sud del versante Atlantico e nei bassopiani, fino a Panama.
Sul versante Pacifico si possono trovare in popolazioni isolate nel Messico centrale, orientale e meridionale, in Guatemala, El Salvador, Costa Rica e Panama.

## Dieta
Gli adulti si nutrono di piccoli mammiferi e lucertole, mentre gli esemplari più giovani mangiano scinchi e insetti.

## Specie
- Metlapilcoatlus indomitus (Smith & Ferrari-Castro, 2008)
- Metlapilcoatlus mexicanus (Duméril, Bibron & Duméril, 1854)
- Metlapilcoatlus nummifer (Rüppell, 1845)
- Metlapilcoatlus occiduus (Hoge, 1966)
- Metlapilcoatlus olmec (Perez-Higareda, Smith & Julia-Zertuche, 1985)